# Martin Elbe
Martin Elbe (* 1965) ist ein deutscher Soziologe und Sozialpsychologe. Er war zunächst Professor in Erding und Berlin, seit 2016 ist er am Zentrum für Militärgeschichte und Sozialwissenschaften der Bundeswehr in Potsdam tätig.

## Leben
Elbe absolvierte von 1983 bis 1986 bei der Siemens AG in München eine Ausbildung zum Industriekaufmann. Nach dem Besuch der Berufsoberschule für Wirtschaft in München ging er als Offizieranwärter zur Bundeswehr, die er 1997 als Hauptmann verließ.
Martin Elbe studierte Wirtschafts- und Organisationswissenschaften an der Universität der Bundeswehr München (Diplom-Kaufmann 1994) sowie Soziologie und Psychologie an der Ludwig-Maximilians-Universität München (Diplom-Soziologe 1999). Von 1999 bis 2001 war er wissenschaftlicher Mitarbeiter bei Sonja A. Sackmann (Arbeits- und Organisationspsychologie), Rainer Marr (Personal und Organisation) und Andrea Maurer (Organisationssoziologie) an der Universität der Bundeswehr München. 2001 wurde er mit der Dissertation Wissen und Methode. Grundlagen der verstehenden Organisationswissenschaft zum Dr. rer. pol. promoviert.
2006 wurde Elbe Professor für Organisation und Personalmanagement an der Fachhochschule für angewandtes Management (heute: Hochschule für angewandtes Management) in Erding. Bis 2015 war er Professor für Organisation und Personalmanagement an der Hochschule für Gesundheit und Sport und bis 2016 für Arbeits- und Organisationspsychologie an der Hochschule für Medien, Kommunikation und Wirtschaft in Berlin.
Seit 2016 ist Martin Elbe am Forschungsbereich Militärsoziologie am Zentrum für Militärgeschichte und Sozialwissenschaften der Bundeswehr (ZMSBw) in Potsdam tätig. Seine Forschungsschwerpunkte sind Personal und Arbeit, Organisation, Soziologie und Sozialpsychologie.
Elbe ist Mitglied verschiedener wissenschaftlicher Vereinigungen: der Arbeitsgemeinschaft Betriebliche Weiterbildungsforschung (Vorsitzender 2012–2016) und des Arbeitskreises Militär und Sozialwissenschaften (Vorsitzender seit 2017), der European Research Group on Military and Society sowie des Deutschen Bundeswehrverbandes und der Deutschen Gesellschaft für Soziologie (u. a. Gründungsmitglied der AG/Sektion Organisationssoziologie 2001). Außerdem ist er Initiator der Initiative Verstehende Organisations- und Persönlichkeitsentwicklung (INVOP).
Elbe ist Autor von über 150 Publikationen und hat zahlreiche Tagungen und Sektionssitzung auf Konferenzen organisiert.

## Schriften (Auswahl)
Monografien
- Betriebliche Sozialisation. Grundlagen der Gestaltung personaler und organisatorischer Anpassungsprozesse (= Uni-Schriften: BWL). Pro Universitate Verlag, Sinzheim 1997, ISBN 3-932490-00-2.
- Wissen und Methode. Grundlagen der verstehenden Organisationswissenschaft (= Interdisziplinäre Organisations- und Verwaltungsforschung. Band 10). Leske und Budrich, Opladen 2002, ISBN 3-8100-3671-4.
- Organisationsdiagnose. Methoden, Fallstudien, Reflexionen (= Grundlagen der Berufs- und Erwachsenenbildung. Bd. 79). Schneider-Verlag Hohengehren, Baltmannsweiler 2015, ISBN 978-3-8340-1453-5.
- Führung unter Ungewissheit. Zehn Thesen zur Zukunft der Führung (= Essentials). Springer Gabler, Wiesbaden 2015, ISBN 978-3-658-07779-2.
- Die temporäre Organisation. Grundlagen der Kooperation, Gestaltung und Beratung (= Lehrbuch). Springer Gabler, Berlin u. a. 2016 (mit Sibylle Peters), ISBN 978-3-662-49400-4.
- Sozialpsychologie der Organisation. Verhalten und Intervention in sozialen Systemen (= Lehrbuch). Springer Gabler, Berlin u. a. 2016, ISBN 978-3-662-50382-9.
- Konstruktive Organisationsentwicklung: Menschen verstehen · Organisationen gestalten · Lernkulturen entwickeln. Schneider Verlag Hohengehren, Baltmannsweiler 2020 (mit Ulrich Erhardt), ISBN 978-3-8340-2099-4.

Herausgeberschaften
- Personal als Passion. Vorträge zu den Münchner Personalforen. Edition Gfw, Neubiberg 2000 (mit Holger Morick), ISBN 3-9807539-0-5.
- Handbuch Organisationsdiagnose (= Schriftenreihe für angewandtes Management. Band 4). Utz, München 2013 (mit Christian Werner), ISBN 978-3-8316-4184-0.
- Handbuch Gesundheitscoaching. Kompendium für Praxis und Lehre. H:G/Top Sportmarketing, Berlin 2014 (mit Jochen Zinner und Daniel Lange), ISBN 978-3981678307.
- Duale Karriere als Institution. Perspektiven ziviler Karrieren ehemaliger Offiziere. Berliner Wissenschaftsverlag, Berlin 2019. ISBN 978-3830539629.
- Personalmanagement in der Bundeswehr. Grundlagen, Strategien, Kompetenzen. Berliner Wissenschaftsverlag, Berlin 2019 (mit Gregor Richter), ISBN 978-3830539636.
- Die Gesundheit des Militärs. Band 53 Militär und Sozialwissenschaften, hrsg. vom AMS. Nomos, Baden-Baden 2020, ISBN 978-3-8487-6609-3.

Ausgewählte Artikel in Fachzeitschriften und Sammelbänden
- Koch, F. & Elbe, M. (2020): Persönlichkeit und Berufserfolg ehemaliger Offiziere im Vergleich. In: Politische Psychologie/Journal of Political Psychology. 1(8), S. 91–110.
- Elbe, M. (2020): Führung in der Bundeswehr: Konzepte und Probleme. In: Groß, J. (Hrsg.) (2020): Soziologie für den öffentlichen Dienst (III): Führung in der Bundeswehr: Konzepte und Probleme. Hamburg: Maximilian, S. 158–169.
- Elbe, M. (2020): Die Einsatzorganisation als ‚Lernende Organisation‘. In: Kern, E. M., Richter, G., Müller, D. & Voß, H. (Hrsg.): Einsatzorganisationen. Erfolgreiches Handeln in Hochrisikosituationen. Wiesbaden: Springer Gabler, S. 139–165.
- Elbe, M. (2019): Consequences of Leadership Behavior for Job Satisfaction and Health in the Bundeswehr. In: Wehrmedizinische Monatsschrift. 6(63), S. 186–193.
- Elbe, M. (2019): Gewalt in öffentlichen Organisationen – eine Einleitung: Das Gewaltproblem moderner Gesellschaften. In: Groß, J. (Hrsg.): Soziologie für den öffentlichen Dienst (II): Konflikt und Gewalt in öffentlichen Organisationen. Hamburg: Maximilian, S. 8–15.
- Elbe, M. (2019): Gewalt und Ethik als Bezugsgrößen militärischen Handelns – eine militärsoziologische Betrachtung. In: Groß, J. (Hrsg.): Soziologie für den öffentlichen Dienst (II): Konflikt und Gewalt in öffentlichen Organisationen. Hamburg: Maximilian, S. 26–40.
- Elbe, M. (2019): Das Innere-Führungs-Spiel: Wer führt wirklich? In: Dörfler-Dierken, A. (Hrsg.): Hinschauen! Geschlecht, Rechtspopulismus, Ritual – Systemische Probleme oder individuelles Fehlverhalten? Norderstedt: Miles-Verlag, S. 137–163.
- Elbe, M. (2018): Führung unter lernförderlichen Arbeitsbedingungen am Beispiel von Einsatzorganisationen. In: Arbeit. Zeitschrift für Arbeitsforschung, Arbeitsgestaltung und Arbeitspolitik. 4 (27), S. 345–367.
- Elbe, M. (2018): Failure in Public Institutions: Characteristics of Organizational Culture in the Military. In: Kunert, S. (Hrsg.): Strategies in Failure Management. Scientific Insights, Case Studies and Tools. New York: Springer, S. 231–239.
- Elbe, M. (2018): Überlegungen zu einer Personaltheorie für Handel und Vertrieb. In: Binninger, F.-M., Mues, A. & Weise, T. (Hrsg.): Moderne Personalpolitik in Handel und Vertrieb. München: Utz-Verlag, S. 59–73.
- Elbe, M. (2018): Employography: Zur Verwalteten Biographie von Soldaten. In: Schilling, E. (Hrsg.): Verwaltete Biographien. Wiesbaden: Springer VS, S. 171–194.
- Elbe, M., Nimz, G. & Hülsen, A. (2018): Die Akademisierung der Trainerausbildung – Lehr-Lernarrangements zwischen Systemanforderungen und Trainer-Athleten-Beziehung. In: Lange, D., Mues, A. & Heinicke, W. (Hrsg.): Leistungssport im Wandel der Zeit. Festschrift zum 75. Geburtstag von Prof. Dr. Jochen Zinner. Berlin: H:G/ILT, S. 134–149.
- Elbe, M. (2017): Zur Sozialisation von AnwärterInnen – Die Bedeutung sozialwissenschaftlicher Kompetenz für das professionelle Handeln im öffentlichen Dienst. In: Groß, J. (Hrsg.): Soziologie für den öffentlichen Dienst. Zur Relevanz der Sozialwissenschaften in Lehre, Forschung und Praxis. Hamburg: Maximilian Verlag, S. 198–215.
- Elbe, M. (2017): Zyklische Führung – zur Bewältigung von Komplexität und Unsicherheit. In: Au, C. v. (Hrsg.): Führung im Zeitalter von Veränderung und Diversity. Leadership und angewandte Psychologie. Bd. 4. Wiesbaden: Springer, S. 21–37.
- Elbe, M. (2016): Scheitern und Identität: Das ungewisse Ich. In: Kunert, S. (Hrsg.): Failure Management – Ursachen und Folgen des Scheiterns. Berlin: Springer Gabler, S. 21–38.
- Elbe, M., Butros, G. & Stenke, M.-I. (2015): „Ich nehme alles!“ Idealtypen der Psychotherapie und das therapeutische Verstehen in der Praxis. In: Zeitschrift für Gesundheit und Sport 1/2015, S. 7–23.
- Elbe, M. & Born, S. (2015): Von der Männergesundheit zur Differenziellen Gesundheitsförderung: Innovative Themen auf kommunaler Ebene anschieben. In: Kuhn, J. & Heyn, M. (Hrsg.): Gesundheitsförderung durch den öffentlichen Gesundheitsdienst. München: Huber, S. 67–74.
- Peters, S., Elbe, M. & Kunert, S. (2014): Anreizkompetenz als Form der reflexiven Professionsentwicklung in differenziellen Personalstrukturen. In: Schwarz, M., Weber, P. & Feistel, K. (Hrsg.): Professionalität: Wissen – Kontext. Sozialwissenschaftliche Analysen und pädagogische Reflexionen zur Struktur bildenden und beratenden Handelns. Bad Heilbrunn: Klinkhardt, S. 674–690.
- Elbe, M. (2014): Das Double Bind-Problem – Kann man zwei Herren dienen? In: Controlling & Management Review. Sonderheft 3/2014, S. 96–102.
- Elbe, M., Hülsen, A., Borchert, A. & Wenzel, G. (2014): Duale Karriere im Spitzensport: Idealtypen und Realtypen am Beispiel des Berliner Modells. In: Leistungssport. 3/2014, S. 4–11.
- Elbe, M. (2014): Führen mit Zielen und Zielvereinbarungen in militärischen Organisationen. In: Kern, E.-V. & Richter, G. (Hrsg.): Streitkräftemanagement. Neue Planungs- und Steuerungsinstrumente der Bundeswehr. Wiesbaden: Springer Gabler, S. 11–30.
- Elbe, M. (2013): Kognitive Fähigkeiten: Der Link zwischen Individuum und Organisation. In: Landes, M. & Steiner, E. (Hrsg.): Psychologie der Wirtschaft. Wiesbaden: Springer VS, S. 59–70.
- Elbe, M. (2013): Employography: Flüchtige Identitäten in Zeiten der Ungewissheit. In: Journal für Psychologie. Jg. 21/2013, Heft 3, S. 1–24.
- Elbe, M. (2012): Management der Ungewissheit: Zukünftige Zumutungen der Führung. In: Grote, S. (Hrsg.): Die Zukunft der Führung. Berlin: Springer Gabler, S. 173–189.
- Richter, G. & Elbe, M. (2012): Militär und Verwaltung. In: Leonhard, N. & Werkner, I.-J. (Hrsg.): Militärsoziologie – Eine Einführung. 2. Auflage. Wiesbaden: VS Verlag für Sozialwissenschaften., S. 264–283.
- Elbe, M. & Richter, G. (2012): Militär: Institution und Organisation. In: Leonhard, N. & Werkner, I.-J. (Hrsg.): Militärsoziologie – Eine Einführung. 2. Auflage (12005). Wiesbaden: VS Verlag für Sozialwissenschaften, S. 244–263.
- Elbe, M. (2012): Employography – Neuer Umgang mit Berufsbiographien. In: Böhle, F. & Busch, S. (Hrsg.): Management von Ungewissheit. Neue Ansätze jenseits von Kontrolle und Ohnmacht. Bielefeld: transscript, S. 279–296.
- Heller, J., Elbe, M. & Linsenmann, M. (2012): Unternehmensresilienz – Faktoren betrieblicher Widerstandsfähigkeit. In: Böhle, F. & Busch, S. (Hrsg.): Management von Ungewissheit. Neue Ansätze jenseits von Kontrolle und Ohnmacht. Bielefeld: transscript, S. 213–232.
- Elbe, M. & Lange, K. (2012): Ansätze des Change Managements zur Neuausrichtung der Bundeswehr. In: Richter, G. (Hrsg.): Neuausrichtung der Bundeswehr – Auf dem Weg zur professionellen Führung und Steuerung. Wiesbaden: Springer VS, S. 243–260.
- Elbe, M. (2011): Lebensstil, Lebensführung und Salutogenese: Zur Erklärung männlichen Gesundheitsverhaltens. In: Bezirksamt Lichtenberg von Berlin (Hrsg.): Man(n) wie geht’s? Eine neue Perspektive für die Gesundheitsförderung. Lichtenberger Männergesundheitsbericht 2011. Berlin, S. 101–108.
- Elbe, M. (2011): „Gesundheit an den Mann bringen!“ – Fallstudie zu gesundheitsorientierten Freizeitangeboten für Männer. In: Bezirksamt Lichtenberg von Berlin (Hrsg.): Man(n) wie geht’s? Eine neue Perspektive für die Gesundheitsförderung. Lichtenberger Männergesundheitsbericht 2011. Berlin, S. 109–119.
- Elbe, M. & Saam, N. (2008): „Mönche aus Wien, bitte lüftets eure Geheimnisse.“ Über die Abweichung der Beratungspraxis von den Idealtypen der Organisationsberatung. In: Gruppen-dynamik und Organisationsberatung. Zeitschrift für angewandte Sozialpsychologie 3/2008, S. 326–350.
- Elbe, M. (2007): Verstehen und Beraten betrieblicher Handlungsproblematik. In: Ludwig, J., Moldaschl, M., Schmauder, M. & Schmierl, K. (Hrsg.): Arbeitsforschung und Innovationsfähigkeit in Deutschland. München, Mering: Hampp: S. 275 – 284.
- Elbe, M. (2007): Werte verwerten? Zum Spannungsverhältnis zwischen Führung und Ökonomisierung am Beispiel der Balanced Scorecard. In: Richter, G. (Hrsg.): Die Ökonomische Modernisierung der Bundeswehr. Sachstand, Konzeptionen und Perspektiven. Wiesbaden: VS Verlag für Sozialwissenschaften, S. 33 –  50.
- Müller, F., Elbe, M. & Sievi, Y. (2006): „Ich habe mir einfach einen kleinen Dienstplan für das Studium gemacht“ – Zur alltäglichen Lebensführung studierender Offiziere. In: Hagen, U. v. (Hrsg.): Armee in der Demokratie. Zum Verhältnis von zivilen und militärischen Prinzipien. Wiesbaden: VS Verlag für Sozialwissenschaften, S. 189–217.
- Elbe, M. & Müller, F. (2005): Berufsentscheidungen und Karriereverläufe von studierten Offizieren der Bundeswehr. In: Kümmel, G. & Collmer, S. (Hrsg.): Ein Job wie jeder andere? Zum Selbst- und Berufsverständnis von Soldaten. Baden-Baden: Nomos-Verlag, S. 123–144.
- Marr, R., Elbe, M. & Kaduk, S. (2005): Arbeitszeitflexibilisierung – Grundlegendes Problem oder Erfolgsmodell moderner Arbeitsbeziehungen? In: Kaluza, B. & Blecker, Th. (Hrsg.): Erfolgsfaktor Flexibilität. Strategien und Konzepte für wandlungsfähige Unternehmen. Berlin: Erich Schmidt Verlag, S. 409–423.
- Elbe, M. (2004): Der Offizier – Ethos, Habitus, Berufsverständnis. In: Gareis, S. & Klein, P. (Hrsg.): Handbuch Militär und Sozialwissenschaft. Wiesbaden: VS Verlag für Sozialwissenschaften, S. 418–431.
- Elbe, M. & Müller, F. (2005): Berufsentscheidungen und Karriereverläufe von studierten Offizieren der Bundeswehr. In: Kümmel, G. & Collmer, S. (Hrsg.): Ein Job wie jeder andere? Zum Selbst- und Berufsverständnis von Soldaten. Baden-Baden: Nomos-Verlag, S. 123–144.
- Marr, R., Elbe, M. & Kaduk, S. (2005): Arbeitszeitflexibilisierung – Grundlegendes Problem oder Erfolgsmodell moderner Arbeitsbeziehungen? In: Kaluza, B. & Blecker, Th. (Hrsg.): Erfolgsfaktor Flexibilität. Strategien und Konzepte für wandlungsfähige Unternehmen. Berlin: Erich Schmidt Verlag, S. 409–423.
- Elbe, M. (2004): Der Offizier – Ethos, Habitus, Berufsverständnis. In: Gareis, S. & Klein, P. (Hrsg.): Handbuch Militär und Sozialwissenschaft. Wiesbaden: VS Verlag für Sozialwissenschaften, S. 418–431.
- Elbe, M. & Knuschke, H. (2002): Empirische Untersuchungen zur Karriereanalyse ehemaliger Offiziere der Bundeswehr. In: Marr, R. (Hrsg.): Kaderschmiede Bundeswehr? Vom Offizier zum Manager. Karriereperspektiven von Absolventen der Universitäten der Bundeswehr in Wirtschaft und Verwaltung. 2. Auflage (12001). Neubiberg: gfw, S. 59–74.
- Elbe, M. & Müller, M. (2002a): Der Mythos Karriere: Vom Alltagsbegriff zur Operationalisierung. In: Marr, R. (Hrsg.): Kaderschmiede Bundeswehr? Vom Offizier zum Manager. Karriereperspektiven von Absolventen der Universitäten der Bundeswehr in Wirtschaft und Verwaltung. 2. Auflage (12001). Neubiberg: gfw, S. 43–58.
- Elbe, M. & Müller, M. (2002b): Design und Methode der Karriereanalyse 2001. In: Marr, R. (Hrsg.): Kaderschmiede Bundeswehr? Vom Offizier zum Manager. Karriereperspektiven von Absolventen der Universitäten der Bundeswehr in Wirtschaft und Verwaltung. 2. Auflage (12001). Neubiberg: gfw, S. 75–87.
- Elbe, M. & Prondzinski, W.v. (2002): Überblick und Differenzierung der Karriereverläufe von ehemaligen Zeitoffizieren mit Studium. In: Marr, R. (Hrsg.): Kaderschmiede Bundeswehr? Vom Offizier zum Manager. Karriereperspektiven von Absolventen der Universitäten der Bundeswehr in Wirtschaft und Verwaltung. 2. Auflage (12001). Neubiberg: gfw, S. 91–112.
- Marr, R., Elbe, M. & Morick, H. (2002): Die Relevanz einer Karriereanalyse von Absolventen der Universitäten der Bundeswehr: Personalpolitische, betriebswirtschaftliche und gesellschaftliche Aspekte. In: Marr, R. (Hrsg.): Kaderschmiede Bundeswehr? Vom Offizier zum Manager. Karriereperspektiven von Absolventen der Universitäten der Bundeswehr in Wirtschaft und Verwaltung. 2. Auflage (12001). Neubiberg: gfw, S. 3–19.
- Marr, R., Morick, H. & Elbe, M. (2002): Die Karriereanalyse 2001 als Element auf dem Weg zu zukunftsweisenden Konzepten für die Personalgewinnung und -entwicklung in der Bundeswehr. In: Marr, R. (Hrsg.): Kaderschmiede Bundeswehr? Vom Offizier zum Manager. Karriereperspektiven von Absolventen der Universitäten der Bundeswehr in Wirtschaft und Verwaltung. 2. Auflage (12001). Neubiberg: gfw, S. 227–250.
- Elbe, M. (2001): Organisationsberatung: Kritik und Perspektiven aus soziologisch-verstehender Sicht. In: Wüthrich, H., Winter, W. & Philipp, A. (Hrsg.): Grenzen ökonomischen Denkens. Auf den Spuren einer dominanten Logik. Wiesbaden: Gabler, S. 551–580.
- Marr, R. & Elbe, M. (2001): Die Grenzen der Balanced Scorecard: Gedanken zu den Risiken eines kennzahlenorientierten Führungssystems. In: Wüthrich, H., Winter, W. & Philipp, A. (Hrsg.): Grenzen ökonomischen Denkens. Auf den Spuren einer dominanten Logik. Wiesbaden: Gabler, S. 365–386.
- Sackmann, S. & Elbe, M. (2000): Tendenzen und Ergebnisse empirischer Personalforschung der 90er Jahre in West-Deutschland. In: Zeitschrift für Personalforschung. 14. Jg. Heft 2/2000, S. 131–157.